# Puya
Dragoș Gărdescu cu numele de scenă Puya, (n. 22 iulie 1979, București, România) este un rapper român din România, interpret de muzică hip-hop (respectiv rap), abordând, după despărțirea trupei La Familia, și genul hip-pop, iar în anul 2017 revenind, odată cu reunirea formației, la vechiul tip muzical. A devenit cunoscut ca membru al formației La Familia.

## Biografie
Puya, pe numele său real Dragoș Gărdescu, s-a născut la data de 22 iulie 1979, în București . A crescut alături de cei trei frați ai săi în cartierul Balta Albă, Sălăjan din București, învățând de mic „regulile nescrise ale străzii” . 
S-a întâlnit cu Tudor Sișu în cartierul Balta Albă, Sălăjan din București, unde s-au unit ca trupă.
Activează pe scena hip-hop din anul 1994 . Primul album l-a lansat alături de La Familia în 1997, intitulat ”Băieți de cartier”, iar primul contract semnat cu o casă de producție l-a avut la vârsta de 17 ani .
În anul 2009, Puya a câștigat procesul cu trupa BUG Mafia pentru utilizarea numelui "La Familia" .
În anul 2012 Puya a lansat single-ul anului "Maidanez" alături de Doddy, Mahia, Posset și Alex Velea. În anul 2014 Puya a lansat melodia "Strigă!" alături de Inna, piesa bucurându-se de succes în Europa.
În cadrul trupei a activat în jur de 9-10 ani, ultimul album fiind lansat în 2006, urmând ca următorul să fi fost lansat în 2010. Puya a anunțat albumul nou La Familia, dar care nu a mai fost produs în totalitate. O altă încercare a avut loc în anul 2017, după 20 de ani de la existența trupei, care, de data aceasta, a avut succes, iar noul album (vezi pagina La Familia) a fost lansat vineri, 9 iunie 2017.
În 2007 a înființat ONG-ul Agenția Spartacus, care se ocupă de apărarea drepturilor deținuților și combaterea consumului de droguri. Rapperul a avut și acțiuni antidrog în liceele din țară .
În anul 2023, Puya participă împreună cu soția sa - Melinda Gărdescu, la emisiunea America Express - difuzată pe Antena 1. El mereu a fost un fan înrăit al rapperilor Snoop Dogg, Pitbull, 2Pac, The Game, Dr. Dre și 50 Cent, având singurul său tatuaj, cu 2Pac pe spatele său. Acești artiști au fost motivul pentru care rapperul Puya și-a început cariera muzicală.

## Viața personală
Primul material solo al lui Puya a fost unul nelansat oficial, însă care a bucurat boxele fanilor norocoși. O colaborare atipică pentru scena rap de atunci a fost piesa Nu te grăbi, cu Paula Seling . Șapte ani mai târziu, Puya îi aduce pe Lora, Keo, Alex Velea, Cabron și nu numai pe "Muzică de tolăneală și depravare". Tot atunci, Puya își anunța cariera solo și pe canalele TV de muzică, prin clipul "Viață nouă" . 
În luna septembrie a anului 2010 iubita lui a născut primul copil, o fetiță, cântărețul devenind astfel tătic . Cei doi s-au cunoscut în 2006 .
În prezent, Puya și soția lui, Melinda, au trei copii, Melissa, în vârstă de 13 ani, Iuliana, în vârstă de 11 ani, și Natalia, în vârstă de 6 ani.

## Discografie
- Până la capăt în felul meu (2001) (Nelansat)
- Muzică de tolăneală și depravare (2008)
- Românisme - Partea I (2009)
- Românisme - Partea II (2009)
- Maidanez (EP) (2013)
- Aventurile Domnului Puy(A) (2019)
- Oameni ca noi (2025)